# Mir-Hossein Mousavi
Mir-Hossein Mousavi (persa: میرحسین موسوی) (Khamaneh, Azerbaidjan Oriental, 29 de setembre de 1941) és un arquitecte i polític iranià. Està casat amb l'artista Zahra Rahnavard.
Graduat en arquitectura a la Universitat Nacional de Teheran el 1969, és expert en arquitectura islàmica tradicional.
Entre 1981 i 1989, coincidint amb la presidència d'Ali Khamenei, va exercir com a primer ministre de la República Islàmica de l'Iran, però posteriorment es va abolir el càrrec.
Divendres 12 de juny de 2009, es va presentar com a candidat a les eleccions presidencials i va prometre un govern més tecnocràtic i millors relacions amb Occident. Com a resultat de la seva campanya, va arrossegar entusiastes joves, intel·lectuals i alguns líders iranians ja ancians, i va esdevenir un candidat rival del president Mahmud Ahmadinejad, qui va aconseguir la reelecció amb el suport de camperols, militars i clergues conservadors.